# Torrey-Palmlilie
Die Torrey-Palmlilie (Yucca torreyi) (englische Trivialnamen: Torrey´s Yucca, Spanish Yucca) ist eine Pflanzenart der Gattung der Palmlilien (Yucca) in der Familie der Spargelgewächse (Asparagaceae).

## Beschreibung
Die solitär oder mit mehreren Stämmen wachsende Yucca torreyi erreicht Wuchshöhe von bis zu fünf Metern. Die rauen, gelben bis grünen, faserförmigen 0,3 bis 1 Meter langen Laubblätter sind variabel angeordnet.
Der aufrecht, verzweigte, zwischen den Blättern beginnende, dichte Blütenstand wird 0,5 bis 0,8 Meter lang. Die kugelförmigen bis glockenförmigen variablen Blüten weisen eine Länge 3,5 bis 7,5 cm und einen Durchmesser von 0,6 bis 1,8 cm auf. Die sechs gleichgestaltigen Blütenhüllblätter sind cremefarben und an der Basis violettfarben. Die Blütezeit ist von März bis Mai.
Die Torrey-Palmlilie ist ein Mitglied der Sektion Yucca, Serie Treculianae. Sie ist verwandt mit Yucca treculiana. Charakteristisch sind die kräftigen, gedrehten, variabel angeordneten Fasern an den Blatträndern. Im Gegensatz dazu sind die Blätter von Yucca treculiana kaum faserig.
Bei trockenem Stand ist Yucca schottii frosthart bis minus 15 °C. Exemplare sind in Albuquerque, New Mexico zu bewundern. Große Pflanzen finden sich in Europa z. B. in den Niederlanden, Italien, Schweiz, Deutschland und in mediterranen Regionen.

## Verbreitung
Die Torrey-Palmlilie wächst in Mexiko und USA in der Chihuahua-Wüste in offenem Grasland und auf flachen Hügeln in Höhenlagen zwischen 300 und 1700 Metern. Vergesellschaftet mit dieser Art sind oft Yucca elata, Yucca thompsoniana, Yucca baccata, Yucca reverchonii und verschiedenen Agaven- und Kakteenarten.

## Systematik
Der botanische Name ehrt den amerikanischen Botaniker John Torrey.
Die Erstbeschreibung durch John Adolph Shafer unter dem Namen Yucca torreyi ist 1908 veröffentlicht worden.

## Bilder
Yucca torreyi:

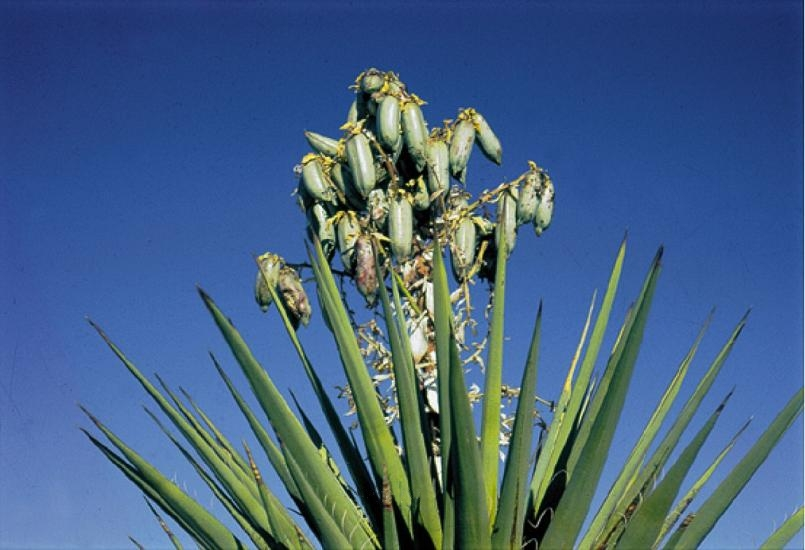
Mit typischen Früchten in Texas.
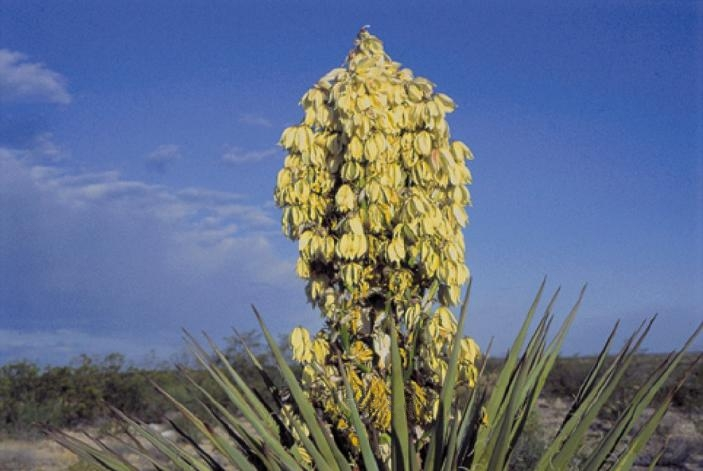
Mit herabfallenden Blüten in New Mexico.
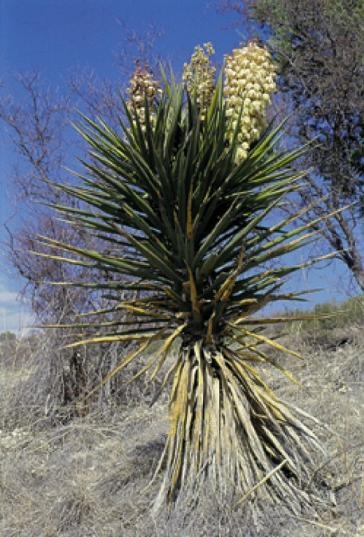
Mit mehreren Blütenständen in Texas.

Yucca Serie Treculeanae:

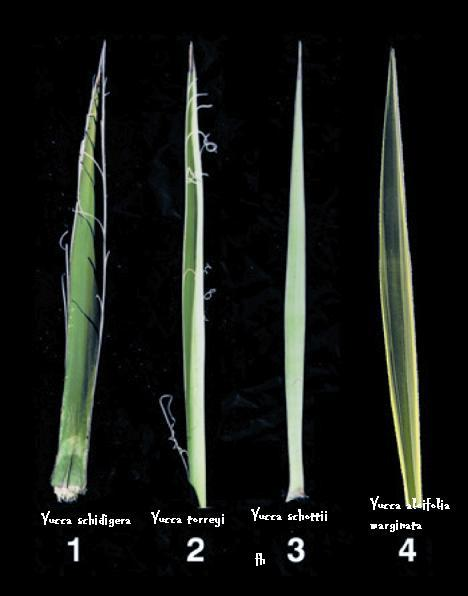
Yucca Serie Treculeanae: Blätter zum Vergleich.